# Kolbeinn Finnsson
Kolbeinn Birgir Finnsson (Reikiavik; 25 de agosto de 1999) es un futbolista islandés que juega en el Utrecht, club de la Eredivisie, y en la Selección de fútbol de Islandia como defensa o centrocampista. Ha jugado en Islandia, Países Bajos, Inglaterra, Alemania y Dinamarca.
Producto de la academia del Fylkir, Kolbeinn comenzó su carrera sénior con el club y fue transferido al FC Groningen en 2015, con el que progresó hasta el equipo reserva. En 2018 fue traspasado al Brentford B, del que pasó al Borussia Dortmund II en 2019. La irrupción de Kolbeinn en el fútbol de primer nivel llegó con el Lyngby danés en 2023. Kolbeinn fue internacional con Islandia en categorías inferiores y debutó con la selección absoluta en 2019.

## Carrera profesional

### Fylkir
Centrocampista, Kolbeinn comenzó su carrera en su Islandia natal en la academia del Fylkir. Su progresión fue tal que se convirtió en el jugador más joven de la historia del club al debutar con 14 años y 229 días en la victoria por 3-0 en la fase de grupos de la Copa de la Liga de Deildabikar ante el Þróttur el 11 de abril de 2014. Kolbeinn firmó un nuevo contrato de 2+1⁄2 años el 2 de mayo de 2015, se convirtió en el jugador más joven de la historia del club en ser titular en un partido de la Úrvalsdeild, cuando fue suplente en los últimos minutos en el empate a uno contra el Fjölnir. Kolbeinn disputó 15 partidos durante la temporada 2015 y abandonó el Fylkisvöllur en enero de 2016.

### FC Groningen
El 27 de octubre de 2015, Kolbeinn se trasladó a los Países Bajos para incorporarse al FC Groningen de la Eredivisie con un contrato de 2+1⁄2 años, efectivo a partir del 1 de enero de 2016. El traspaso le convirtió en el jugador más joven en firmar un contrato con el club. Comenzó su etapa en el club en los equipos sub-17 y sub-19, antes de progresar al equipo sub-23, con el que disputó 24 partidos de Derde Divisie durante las temporadas 2016-17 y 2017-18. Kolbeinn fue liberado cuando su contrato expiró al final de la temporada 2017-18.

### Brentford
El 8 de junio de 2018, Kolbeinn se trasladó a Inglaterra para fichar por el equipo B del club de la EFL Championship Brentford. Firmó un contrato de dos años, con opción a un año más, que entró en vigor el 1 de julio de 2018. Tras debutar como internacional con Islandia en enero de 2019, Kolbeinn se convirtió en el primer jugador del Brentford B en ganar una convocatoria internacional sin haber disputado aún un partido con el primer equipo del club. El 17 de febrero de 2019, ganó su única convocatoria con el primer equipo para un partido de la quinta ronda de la FA Cup contra el Swansea City y permaneció como suplente no utilizado durante la derrota por 4-1. Kolbeinn terminó la temporada del equipo B con 43 apariciones y 9 goles y luego regresó al club Úrvalsdeild Fylkir en un préstamo de dos meses, que posteriormente se extendió por un mes más.Tras regresar a Griffin Park y jugar con el equipo B en Dinamarca a principios de agosto, abandonó el club.

### Borussia Dortmund
El 20 de agosto de 2019, Kolbeinn se trasladó a Alemania para fichar por el equipo reserva del Borussia Dortmund con un contrato de tres años por una cantidad no revelada. Después de disputar 18 partidos durante la truncada temporada 2019-20, disputó 28 partidos y marcó cuatro goles durante la temporada 2020-21, en la que el equipo se proclamó campeón de la Regionalliga West. Durante una temporada 2021-22 de la 3.ª Liga afectada por una lesión. En los últimos meses de su contrato, Kolbeinn firmó una prórroga de un año en marzo de 2022. Durante su estancia en el club, Kolbeinn se convirtió en un jugador de banda izquierda. Tras 78 partidos y cuatro goles, Kolbeinn abandonó el club en enero de 2023.

### Lyngby
El 25 de enero de 2023, Kolbeinn fue traspasado al Lyngby, de la Superliga de Dinamarca, y firmó un contrato de 2+1⁄2 años. Disputó 48 partidos y marcó tres goles en las temporadas 2022-23 y 2023-24, en ambas el club evitó por poco el descenso. Tras cinco partidos a principios de la temporada 2024-25, Kolbeinn fue traspasado.

### Utrecht
El 21 de agosto de 2024, Kolbeinn fue traspasado al Utrecht, club de la Eredivisie, y firmó un contrato de tres años, con opción a un año más, por una cantidad no revelada.

## Trayectoria internacional
A nivel internacional juvenil, Kolbeinn fue internacional con las selecciones islandesas sub-16, sub-17, sub-19 y sub-21. Formó parte de la selección sub-16 que ganó la medalla de bronce en los Juegos Olímpicos Juveniles de Verano de 2014.Kolbeinn fue miembro de la selección islandesa que disputó la fase final del Campeonato de Europa Sub-21 de la UEFA 2021 y disputó tres partidos antes de la eliminación del equipo en la fase de grupos.
Kolbeinn recibió su primera llamada a la selección absoluta para un par de partidos amistosos en Catar en enero de 2019. Apareció en ambos, pero no volvió a ser convocado hasta un par de partidos de clasificación para la Eurocopa 2024 en septiembre de 2023. Kolbeinn apareció en ambos partidos, que supusieron su debut competitivo con la selección absoluta.

## Vida privada
Kolbeinn es hijo del futbolista internacional retirado Finnur Kolbeinsson.

## Honores
Brentford B
- Middlesex Senior Cup: 2018-19[27]

Borussia Dortmund II
- Regionalliga West: 2020–21[10][14]

Iceland U16
- Olimpiadas Juveniles de Verano 2014: Bronce[23]

Individual
- Saint-Joseph International Tournament Player of the Tournament: 2017[28][29]